# 김옥두
김옥두(金玉斗, 1938년 8월 18일~)는 대한민국의 정치인이다. 제14·15·16대 국회의원을 지냈다. 전라남도 장흥 출생이다.

## 학력
- 한양대 공과대학 산업공학과 명예 학사

### 비학위 수료
- 고려대학교 정책과학대학원 최고위과정 수료

### 명예 박사 학위
- 국립 목포해양대학교 명예 행정학 박사

## 주요 경력
- 김대중 비서실 차장
- 정치규제법 정치활동 금지
- 박정권에 의하여 투옥, 3년 구형 1년 9개월 선고(실형)
- 민주연합청년동지회 중앙회장
- 새정치국민회의 당무위원 겸 지방자치위원장
- 새천년민주당 당무위원 겸 사무총장
- 국회 남북관계발전지원특별위원장
- 새천년민주당 대표 특보단장
- 대한민국헌정회 이사장
- 대한민국헌정회 부회장

## 역대 선거 결과
|  | 19.30% |

|  | 29.20% |

|  | 81.75% |

|  | 83.94% |

|  | 39.18% |

## 소속 정당
| 소속 정당 | 소속 정당      | 소속 기간 | 비고           |
| --------- | -------------- | --------- | -------------- |
|           | 민중당         | 1965~1967 | 정계 입문      |
|           | 신민당         | 1967~1969 | 합당           |
|           | 무소속         | 1969      | 자진 정당 해산 |
|           | 신민당         | 1969~1980 | 정당 재등록    |
|           | 무소속         | 1980~1985 | 정당 해산      |
|           | 신한민주당     | 1985~1987 | 창당           |
|           | 무소속         | 1987      | 탈당           |
|           | 통일민주당     | 1987      | 창당           |
|           | 무소속         | 1987      | 탈당           |
|           | 평화민주당     | 1987~1991 | 창당           |
|           | 신민주연합당   | 1991      | 당명 변경      |
|           | 민주당         | 1991~1995 | 합당           |
|           | 무소속         | 1995      | 탈당           |
|           | 새정치국민회의 | 1995~2000 | 창당           |
|           | 새천년민주당   | 2000~2005 | 합당           |
|           | 민주당         | 2005~2007 | 당명 변경      |
|           | 중도통합민주당 | 2007      | 합당           |
|           | 민주당         | 2007~2008 | 당명 변경      |
|           | 통합민주당     | 2008      | 합당           |
|           | 민주당         | 2008~2011 | 당명 변경      |
|           | 민주통합당     | 2011~2013 | 합당           |
|           | 민주당         | 2013~2014 | 당명 변경      |
|           | 새정치민주연합 | 2014~2015 | 합당           |
|           | 더불어민주당   | 2015~2016 | 당명 변경      |
|           | 무소속         | 2016      | 탈당           |
|           | 국민의당       | 2016~2018 | 창당 정계 은퇴 |
|           | 무소속         | 2018      | 탈당           |
|           | 민주평화당     | 2018      | 창당           |
|           | 무소속         | 2018~2020 | 탈당           |
|           | 더불어민주당   | 2020~현재 | 복당           |

## 같이 보기
- 장흥군·영암군
- 장흥군의 국회의원
- 영암군의 국회의원